# Lomanella raniceps
Espèce
Lomanella raniceps est une espèce d'opilions laniatores de la famille des Lomanellidae.

## Distribution
Cette espèce est endémique d'Australie. Elle se rencontre en Tasmanie, en Nouvelle-Galles du Sud et dans le Territoire de la capitale australienne.

## Description
Le mâle holotype mesure 2,5 mm.
Les mâles mesurent de 2,27 à 2,50 mm de long et de 1,37 à 1,46 mm de large et la femelle 2,46 mm de long et 1,34 mm de large.

## Systématique et taxinomie
Cette espèce a été décrite par Pocock en 1903.

## Publication originale
- Pocock, 1903 : « On some new harvest-spiders of the order Opiliones from the southern continents. » Proceedings of the Zoological Society of London, vol. 1902, no 2, p. 392–413 (texte intégral).